# Literaturfest Niedersachsen
Das Literaturfest Niedersachsen ist ein von der VGH-Stiftung ausgerichtetes Literaturfestival, das jährlich im September stattfindet.
Die rund 30 Veranstaltungen des Festivals finden hauptsächlich in den ländlichen Regionen Niedersachsens und Bremens statt und werden in Kooperation mit den VGH Regionaldirektionen und weiteren Partnern vor Ort wie Bibliotheken, Literaturbüros und Kulturämtern durchgeführt. Jedes Jahr widmet sich das Literaturfestival einem anderen großen Thema. Dabei sind fast alle Veranstaltungen Uraufführungen. Autoren treffen aufeinander, verschiedene Gesprächspartner werden zu ausgewählten Themen eingeladen und es entstehen, eigens für das Festival geschaffene Textcollagen, die von Schauspielern und Synchronsprechern gelesen werden. Eine Besonderheit ist die Reihe Texte & Töne bei der zu den Texten passende Musik gespielt, manchmal sogar eigens dafür komponiert wird. Verantwortliche Leiterin des Literaturfestivals ist (Stand 2019) Susanne Mamzed.

## Künstler
Über 500 Künstler wirkten bereits an den Programmen des Literaturfest Niedersachsens mit. Darunter bekannte Schriftsteller wie Günter Grass, Feridun Zaimoglu oder Karen Duve, renommierte Schauspieler wie Devid Striesow, Jens Harzer, Mechthild Großmann, Hans-Werner Meyer oder Thomas Sarbacher, Synchronsprecher wie Christian Brückner, Oliver Rohrbeck und Detlef Bierstedt oder Poeten wie Thomas Gsella oder Bas Böttcher, sowie zahlreiche weitere bekannte und Künstler, Journalisten, Wissenschaftler, aber auch junge Nachwuchsschriftsteller, Nachwuchsschauspieler und Nachwuchsmusiker.

## Orte
Die Schauplätze der Autorenlesungen und Diskussionsrunden des Festivals passen sich jedes Jahr erneut dem jeweiligen Festivalthema an. Viele Programme werden speziell für die Spielstätten des Landes entwickelt. Damit ist das Literaturfest zugleich hochkarätiges Kulturprogramm und eine Entdeckungsreise durch Niedersachsen. Unter den Spielstätten befanden sich bereits ein Riesenrad, ein Beachvolleyball-Stadion, historische Eisenbahnen und Schiffe, Höfe, Gerichtshäuser, zahlreiche Schlösser und Burgen und viele weitere besondere Orte Niedersachsens.

## Festivalschwerpunkte
Das Literaturfest Niedersachsen ist ein Themenfestival. Gleichlautend mit den Niedersächsischen Musiktagen steht dabei jedes Jahr ein anderer Leitbegriff im Blickpunkt, für das Dramaturgen exklusive Collagen erstellen.
- 2019:	Mut
- 2018:	Beziehungen
- 2017:	Raum
- 2016:	Leidenschaft
- 2015:	Abenteuer
- 2014:	Glück
- 2013:	Freundschaft
- 2012:	Freiheit
- 2011:	Die Zeit
- 2010:	Das Fest
- 2009:	Die Nacht
- 2008:	Aufbruch
- 2007:	Zwischen Himmel und Erde
- 2006:	Liebe
- 2005:	Krieg und Frieden
- 2004:	Heimat

## VGH-Stiftung
Die VGH-Stiftung wurde im Jahr 2000 durch die VGH Versicherungen als private Stiftung bürgerlichen Rechts gegründet. Ziel der Stiftung ist es, im Geschäftsgebiet der VGH Versicherungen Projekte in den Bereichen Wissenschaft, Kultur – hier mit den Schwerpunkten Denkmalpflege, Literatur, Bildende Kunst, Museumspädagogik – und Mildtätigkeit zu fördern.
Alle Vorhaben werden gemeinsam mit den Regionaldirektionen der VGH Versicherungen und den Historischen Landschaften realisiert.